# Rhene curta
Rhene curta là một loài nhện trong họ Salticidae.
Loài này thuộc chi Rhene. Rhene curta được Wanda Wesołowska & Tomasiewicz miêu tả năm 2008.